# ベリジャー幼生

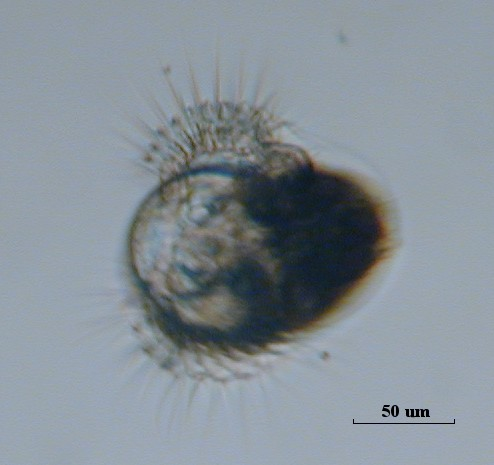
アメフラシ類のベリジャー幼生

ベリジャー幼生(veliger larva)とは、軟体動物に広く見られる幼生の形態である。被面子幼生（ひめんしようせい）とも言う。通常、トロコフォア幼生の次の段階として見られる。その形は分類群によって多少異なるが、鰭のように広がった部分に繊毛を生やし浮遊する。

## 構造
ベリジャー幼生を生じるのは、二枚貝類、巻貝類、ツノガイ類である。その著しい特徴は、頭部から盤状、あるいは翼状に広がるように発達した面盤(velum)である。これはトロコフォア幼生における繊毛環の部分が拡張したものであり、その周囲に長い繊毛の列があり、それによって遊泳する。また殻を持っており、体の後半はこれに包まれる。これはトロコフォアの後期頃に後方の背面が外套膜として分化を始め、そこから分泌される。なお、トロコフォアの時期を卵内で過ごし、ベリジャーで孵化する例も多い。
このときに生じる殻は、すでに各群の特徴を備える。例えば、二枚貝類では背面に分泌された殻は中央で二つ分かれて二枚となる。ツノガイ類では外套膜は腹面へとのびて後方全体を包み、ここに餃子の皮を包みかけたような形で殻が出来はじめる。巻貝類ではこの時点でわずかに巻いた殻が出来る。この時期の殻を原殻と言い、保存がよいものでは成体の貝殻の先端に残る。また殻の上側、面盤の腹面側の下には、この時期の後半に次第に足が形成される。
面盤は平らに広がり、周辺に繊毛帯があって、これによって遊泳する。面盤は頭部から左右対称に広がり、おおよそ半円形の左右二葉からなる（サザエやアワビなど旧分類でいう原始腹足目の幼生時代に摂食しないものに多い）が、種によってはそれぞれがさらに前後に二葉を出して全部で四葉となり（旧分類でいう中腹足目や新腹足目のものに多い）、四葉のクローバーのような形状に展開する。さらに分かれて六葉となるものもある。幼生はこの繊毛帯で泳ぐか、一部では面盤を羽ばたくようにして泳ぐことも知られる。
巻貝類では面盤には二列の繊毛帯がある。面盤の外周にある繊毛帯は常に同一方向へ動き、主として遊泳を司る。その内側にはより細かい繊毛帯があり、これは時に運動の方向を変え、主として摂食に関わっている。この繊毛帯は幼生の口元に続いていて、植物プランクトンなどを捕捉し、口まで運搬する。腹足類前鰓類の摂食性のベリジャー（プランクトン栄養性）ではこのようにして3ヶ月もの幼生期間を過ごす例もある。しかし卵黄に依存して摂食を行わない（卵黄栄養性）例もある。そういうものでは幼生の期間ははるかに短い。
面盤は幼生の殻に引き込むように納めることが出来る。また殻の中ではこの時期に消化管の主要な原基や心臓などが作られる。そのほか、巻貝類ではこの時期のはじめからいわゆるねじれが生じ、外套腔が前方を向く。

## その後の変態
ベリジャー幼生はその後に次第に面盤が縮小し、それに前後して足が発達をはじめる。次第に底生生活に移行し、成体の形になる。二枚貝類や巻貝類ではこの間に泳ぎながら、時折足で這う、という時期があり、これを有足ベリジャー(pediveliger)という。
なお、より発生の段階の進んだ幼生の形で生まれ、ベリジャーの姿を見せないものもある。その場合、普通は直接発生的に親に似た姿の子、つまり幼体が生まれる例が多い。この発生様式を直達発生と呼ぶ。その他、淡水産のイシガイ類では、グロキディウムという幼生が知られる。これは淡水魚の鰓や鰭に付着してから表層の組織に潜り込み、一次的に寄生生活を送る。

## 各群の特徴

### 巻貝類
巻貝類ではベリジャーの時期に殻が作られ、また足の背面に蓋も形成される。巻貝類に特徴的な体のねじれはベリジャー期の初めに行われる。頭部には眼や触角が分化し、首背面には幼生期の心臓がある。これは面盤への体液循環に役立つらしい。
変態の際には面盤は吸収されるか切り離され、幼生心臓は消失する。蓋を持たないものはこの時にこれが切り離される。
前鰓類のいわゆる広義のウミウシ類では、変態時に幼殻を脱ぎ捨てるものと、脱ぎ捨てずに保持したまま幼体となるものがある。
中腹足類の一部では、ベリジャーの後にさらに浮遊性の幼生の時期を持つ例があり、これをエキノスピラ幼生という。
なお、有肺類の陸産種では当然ながらベリジャー幼生は生じず、孵化したものはいわゆるカタツムリの姿であるが、卵内ではベリジャーにあたる時期が見られる。この時期の胚は頭嚢というふくらんだ部分が多くを占めるが、これが面盤にあたるものと考えられている。

### 二枚貝類
二枚貝の場合、ベリジャー幼生の背面の殻は左右二枚に分かれ、全体としてＤの字の形に見えるため、これをＤ形幼生(D-shaped larva) と言うことがある。普通はこの殻から面盤を出し、それを広げて泳ぐが、原鰓類(Protobranchia)ではこれが発達せず、体表の繊毛帯で泳ぐことが知られる。

## 他の類では
軟体動物のその他の群では、明確なベリジャー幼生は生じない。
頭足類の場合、非常に直接発生的になっており、卵から孵化するものはすでに親とほぼ同じ体制をもっている。胚においてもそれにあたる時期は区別できない。
多板類、無板類では孵化したものはトロコフォア幼生であり、繊毛を持ってプランクトン生活をする。その後、繊毛帯の後方に成体の胴部にあたる構造が発達するが、その際に繊毛帯の部分が広がって発達することがない。この時期の幼生をベリジャー幼生と呼んだ例もあるが、現在では認めないのが普通である。
系統的には多板類と無板類は原始的なものと考えられ、まとめて双神経亜綱に、残りの群をまとめて介殻亜綱として、前者をより原始的なものとする考えがある。この観点から見ると、ベリジャー幼生は介殻亜綱に共通するものと思われる。頭足類はベリジャーどころかトロコフォアさえその形を示さないが、直接発生になったことで発生の様相が大きく変わったものと見なせる。したがって無板類と多板類がベリジャーを生じず、トロコフォアから直接に成体の形になる点は原始的な特徴と見ることができるが、これをむしろ二次的な退行的現象と見る説もある。
なお、深海産で生態情報の多くが未知の単板類については、発生に関する情報が欠落している。